# Patricia Busignani
Patrizia Busignani, née le 11 mai 1959 à Gosselies (Belgique), est une femme politique saint-marinaise, membre du Parti des socialistes et des démocrates, dont elle est présidente de 2007 à 2009. Elle est capitaine-régente de Saint-Marin, avec Salvatore Tonelli, entre le 1er avril 1993 et le 1er octobre 1993.